# Vrizy
Vrizy és un municipi francès situat al departament de les Ardenes i a la regió del Gran Est. L'any 2007 tenia 363 habitants.

## Demografia

### Població
El 2007 la població de fet de Vrizy era de 363 persones. Hi havia 140 famílies de les quals 36 eren unipersonals (12 homes vivint sols i 24 dones vivint soles), 40 parelles sense fills, 60 parelles amb fills i 4 famílies monoparentals amb fills.
La població ha evolucionat segons el següent gràfic:
Habitants censats

### Habitatges
El 2007 hi havia 167 habitatges, 146 eren l'habitatge principal de la família, 15 eren segones residències i 6 estaven desocupats. 150 eren cases i 17 eren apartaments. Dels 146 habitatges principals, 116 estaven ocupats pels seus propietaris, 27 estaven llogats i ocupats pels llogaters i 3 estaven cedits a títol gratuït; 7 tenien dues cambres, 23 en tenien tres, 30 en tenien quatre i 86 en tenien cinc o més. 89 habitatges disposaven pel capbaix d'una plaça de pàrquing. A 70 habitatges hi havia un automòbil i a 57 n'hi havia dos o més.

### Piràmide de població
La piràmide de població per edats i sexe el 2009 era:
| Homes | Edats   | Dones |
| ----- | ------- | ----- |
| 0     | 95 o +  | 0     |
| 4     | 90 a 94 | 0     |
| 0     | 85 a 89 | 4     |
| 0     | 80 a 84 | 4     |
| 4     | 75 a 79 | 12    |
| 12    | 70 a 74 | 12    |
| 12    | 65 a 69 | 20    |
| 12    | 60 a 64 | 0     |
| 8     | 55 a 59 | 8     |
| 20    | 50 a 54 | 12    |
| 8     | 45 a 49 | 20    |
| 16    | 40 a 44 | 8     |
| 12    | 35 a 39 | 24    |
| 8     | 30 a 34 | 8     |
| 0     | 25 a 29 | 4     |
| 16    | 20 a 24 | 0     |
| 28    | 15 a 19 | 12    |
| 8     | 10 a 14 | 28    |
| 8     | 5 a 9   | 12    |
| 4     | 0 a 4   | 0     |

## Economia
El 2007 la població en edat de treballar era de 209 persones, 146 eren actives i 63 eren inactives. De les 146 persones actives 125 estaven ocupades (71 homes i 54 dones) i 21 estaven aturades (7 homes i 14 dones). De les 63 persones inactives 22 estaven jubilades, 19 estaven estudiant i 22 estaven classificades com a «altres inactius».

### Ingressos
El 2009 a Vrizy hi havia 147 unitats fiscals que integraven 360 persones, la mediana anual d'ingressos fiscals per persona era de 15.102 €.

### Activitats econòmiques
Dels 9 establiments que hi havia el 2007, 1 era d'una empresa alimentària, 2 d'empreses de fabricació d'altres productes industrials, 2 d'empreses de construcció, 2 d'empreses d'hostatgeria i restauració, 1 d'una empresa immobiliària i 1 d'una empresa de serveis.
Dels 3 establiments de servei als particulars que hi havia el 2009, 1 era un paleta, 1 lampisteria i 1 restaurant.
L'any 2000 a Vrizy hi havia 4 explotacions agrícoles.

## Poblacions més properes
El següent diagrama mostra les poblacions més properes.